# Phonapate densoana
Phonapate densoana är en skalbaggsart som beskrevs av Pierre Lesne 1934. Phonapate densoana ingår i släktet Phonapate och familjen kapuschongbaggar. Inga underarter finns listade i Catalogue of Life.